# Pierre Cot

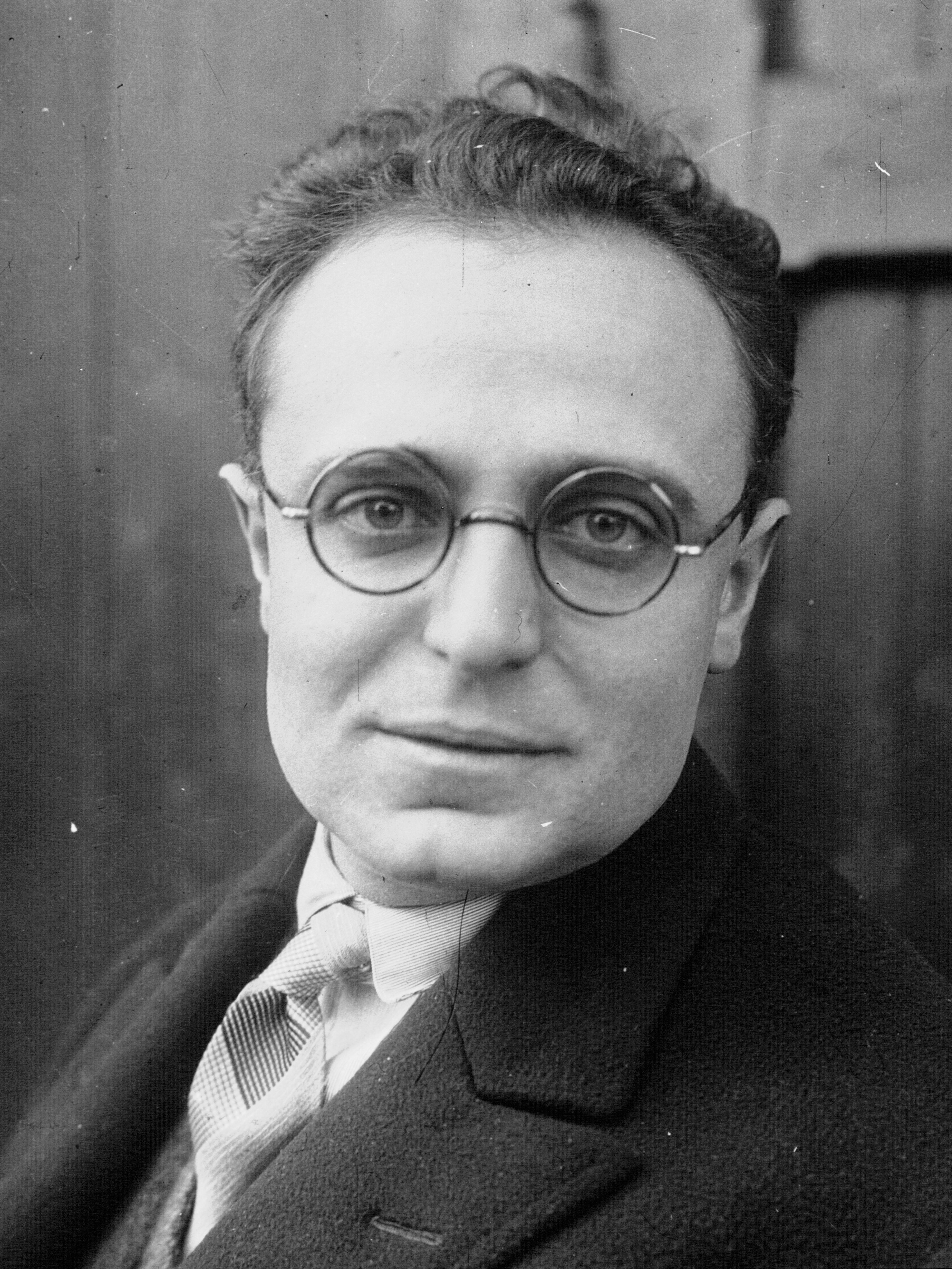
Portret van Pierre Cot

Pierre Cot (Grenoble, 20 november 1895 — Parijs, 21 augustus 1977) was een linkse Franse politicus en volgens sommigen een Russisch spion, wat door anderen werd tegengesproken. Hij was lid van verschillende Franse regeringen.
De uit een conservatief katholiek gezin afkomstige Paul Cot was een briljant advocaat en werd als jonge man een bewonderaar van de conservatief Raymond Poincare. In de loop van zijn leven werd hij steeds linkser en eindigde in de jaren 1967-1968 als door de communisten gesteund gemeenteraadslid van Parijs. Door het ontcijferen van in 1943 verzonden gecodeerde telegrammen van de Sovjet-inlichtingendienst NKVD (het Venona Project) werd vastgesteld dat Cot onder de in codenaam "Daedalus" een geheim agent of informateur van de Sovjet-Unie was.

## Loopbaan
In de jaren 1920 was Cot een aanhanger van Aristide Briand. Later afficheerde hij zich als een onafhankelijke socialist. In 1928 werd hij namens de Radicale Partij voor het eerst in de Franse Nationale Assemblee gekozen als afgevaardigde van de Savoye. In december 1932 werd hij benoemd tot staatssecretaris van Buitenlandse Zaken in het centrumlinkse regering van Joseph Paul-Boncour. In januari 1933 werd hij minister van Luchtvaart in de regering van Édouard Daladier. Hij hield toezicht op de stichting van de nationale luchtvaartmaatschappij Air France. Als minister heeft Pierre Cot gepleit voor een belangrijke uitbreiding van de Franse luchtmacht maar verliet het ministerie al in februari 1934 toen de Stavisky affaire Daladier tot aftreden dwong. Hij was opnieuw minister van Luchtvaart in drie korte bestaande regeringen onder leiding van Camille Chautemps.
Cot was lid van negen kabinetten. In de door politieke tegenstellingen verscheurde Franse Derde Republiek hielden deze coalities het vaak slechts weken of maanden uit.
In 1936 was Cot een overtuigd socialist geworden. Hij was in de Volksfrontregeringen van Leon Blum opnieuw minister van Luchtvaart. In die functie zette hij zich, zonder daar ruchtbaarheid aan te geven, in voor de door fascisten bedreigde Spaanse Republiek. Hij was ook enige tijd minister van Handel. Het Verdrag van München waarin Frankrijk en het Verenigd Koninkrijk hun bondgenoot Tsjecho-Slowakije in de steek lieten en aan Hitler-Duitsland overleverden was voor Cot aanleiding om de Radicale Partij te verlaten.
In mei 1940 kon Cot naar Londen vluchten. Daar zag generaal Charles de Gaulle af van een nauwe politieke samenwerking met de in zijn ogen veel te linkse Cot. Cot ging naar Amerika waar hij aan de Yale-universiteit doceerde. Daar zou hij als Russisch geheim agent aangestuurd zijn geworden door de NKVD Rezident Vasiily Zubilin. Cot had in deze tijd nauwe contacten met verzetsleider Jean Moulin, maar deze koos ervoor om de zijde van De Gaulle en niet die van de veel linksere Cot te kiezen.
Tijdens de Tweede Wereldoorlog was Cot ondanks de reserves van De Gaulle een invloedrijke figuur onder de Franse politieke ballingen en in 1943 was hij lid van de voorlopige Franse adviserende assemblé, een noodparlement in ballingschap, in Algiers. De Gaulle stuurde hem ook naar Moskou om met de Sovjetregering over de erkenning van de Vrije Franse regering in ballingschap te onderhandelen.
In 1945 werd Cot opnieuw verkozen als afgevaardigde voor de Savoye, ditmaal als Republikein, hoewel iedereen wist dat hij politiek dicht bij de communisten stond. In 1951 werd hij namens het kiesdistrict Rhône gekozen, maar toen de Gaulle in 1958 weer aan de macht kwam, verloor hij zijn zetel. In 1967 maakte hij voor het laatst een comeback in de politiek. Toen werd hij als onafhankelijk, maar door de communisten gesteund, raadslid van Parijs gekozen. Hij werd bij de rechtse aardverschuiving in de verkiezing van 1968 opnieuw verslagen. Hij stierf in 1977 in Parijs.
Cots zoon, Jean-Pierre Cot, was in 1981-1982 minister in de socialistische regering van Pierre Mauroy en van 1978 tot 1979 en van 1984 tot 1999 lid van het Europees Parlement. In 2002 werd hij lid van het Internationaal Zeerechttribunaal van de Verenigde Naties.

## Vredesbeweging
Pierre Cot was een antioorlogsactivist, maar geen pacifist. Hij was van 1936 tot 1940 voorzitter van de Internationale Vredesconferentie en het door hem opgerichte Rassemblement universel pour la paix. Na de oorlog was hij lid van het organiserend bureau van de Vredesbeweging, dat bureau werd via een Zweedse bank door de Sovjet-Unie gefinancierd. Hij stond een "neutralisme actif" voor maar uitte nooit kritiek op de Sovjet Unie of op Stalin. Hij ontving in 1953 de Stalin Prijs voor de Vrede. Binnen de vredesbeweging was hij een typische "fellow traveller" die geen lid van een communistische partij was maar hand-en-spandiensten verleende. In de archieven van de Sovjet-Unie zijn voor zijn spionage geen bewijzen gevonden.